# Mamilaria

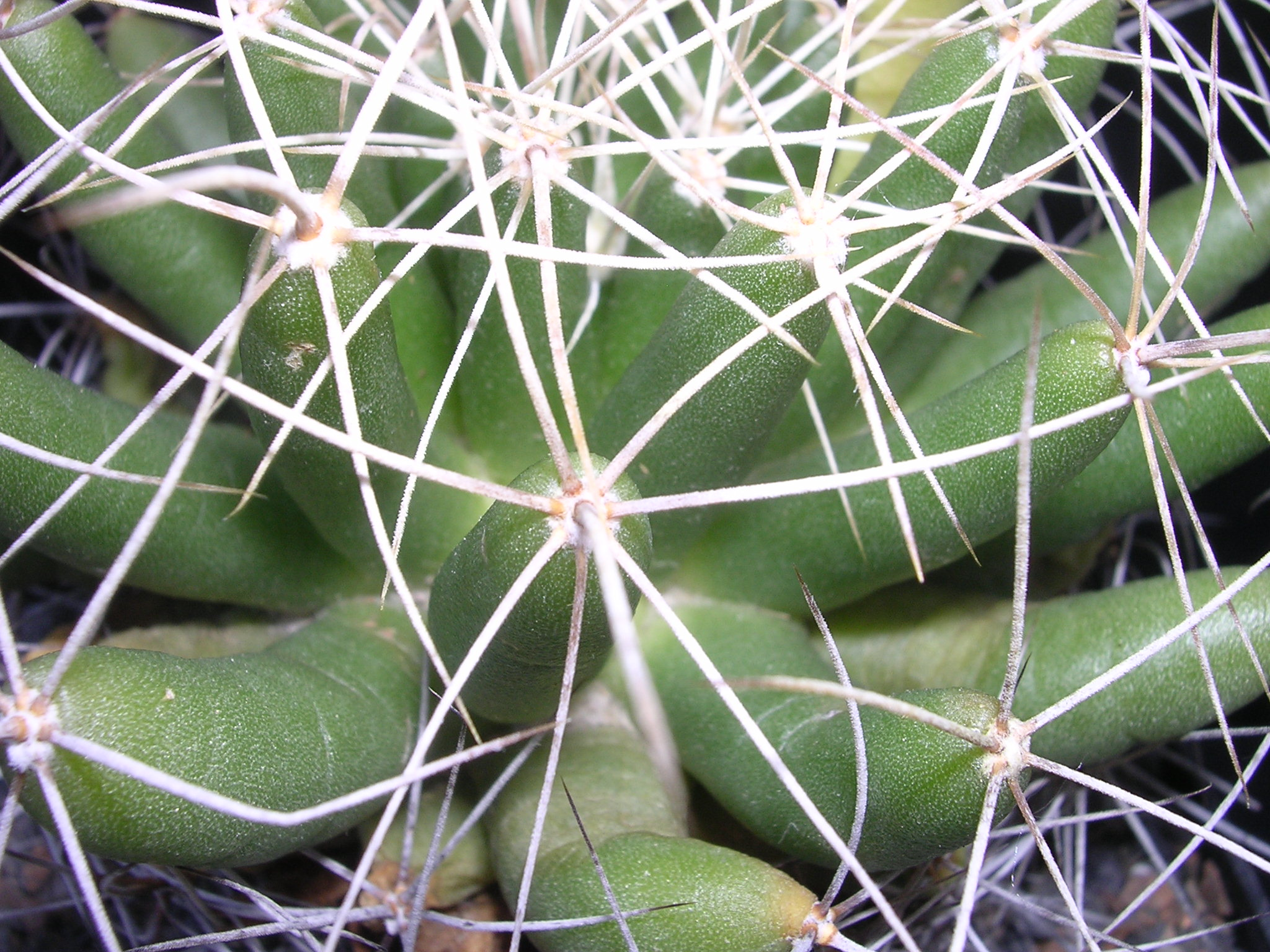
Mammillaria longimamma, ciernie

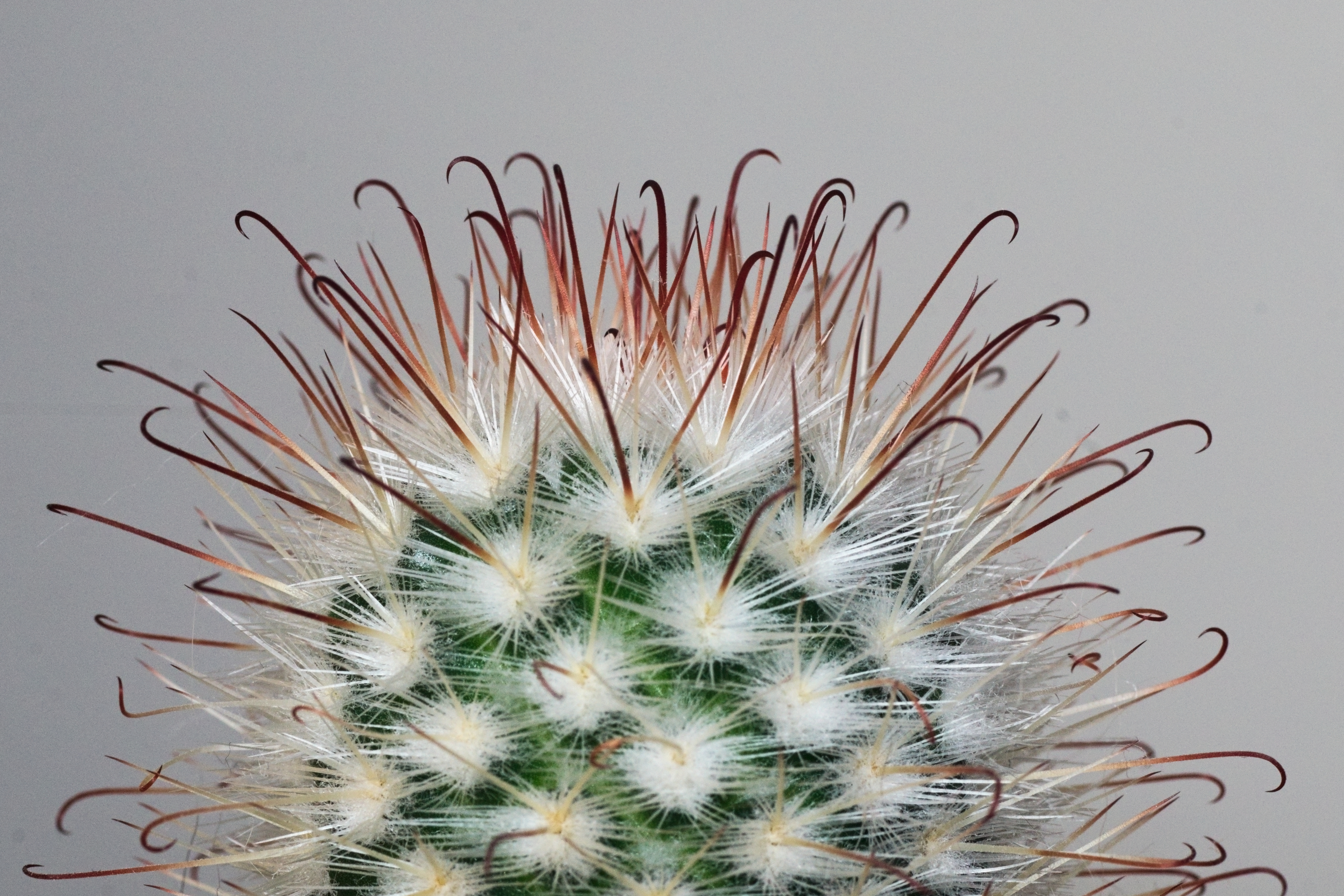
Mammillaria sp., haczykowate ciernie

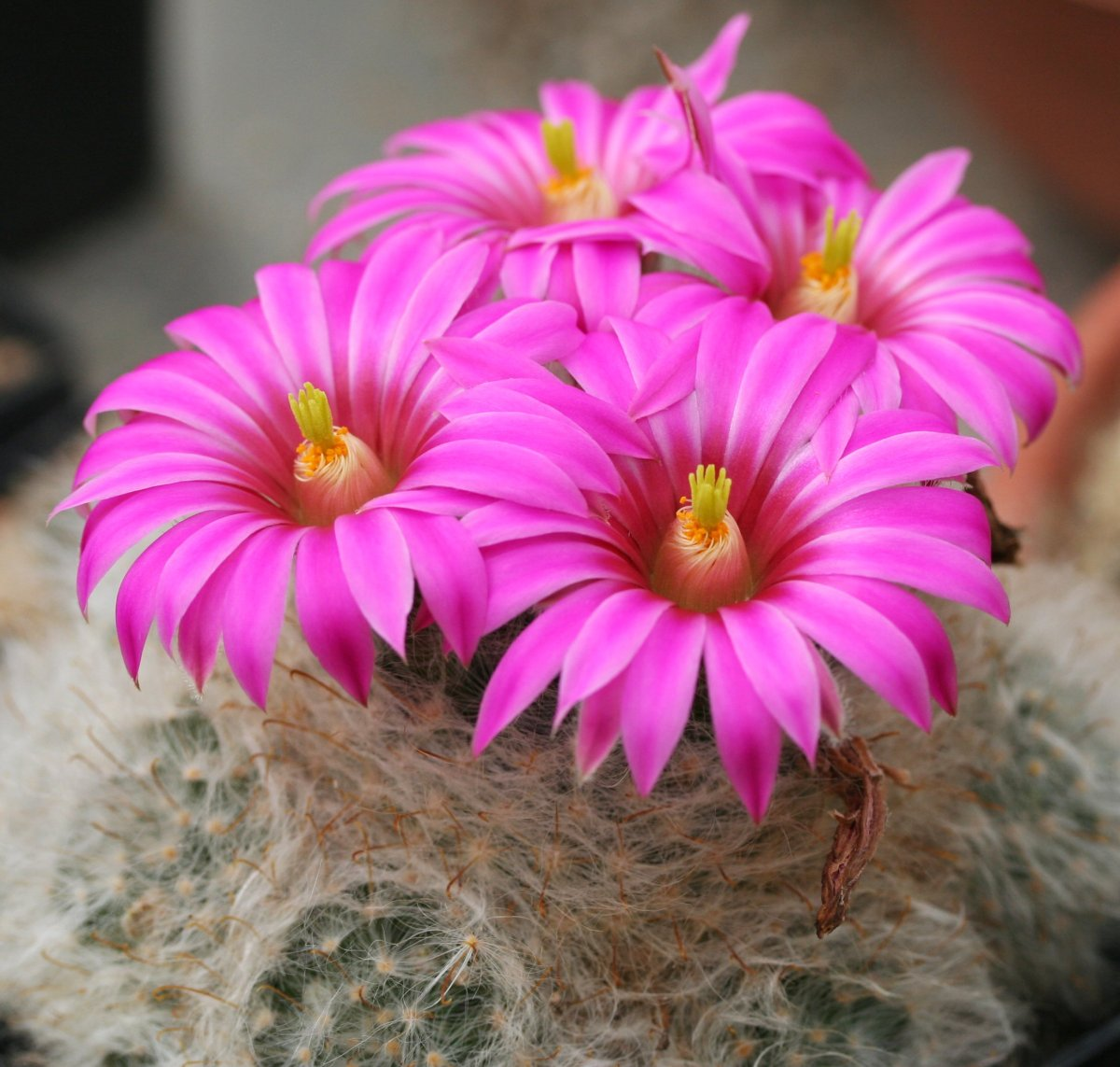
Mammillaria guelzowiana, kwiaty

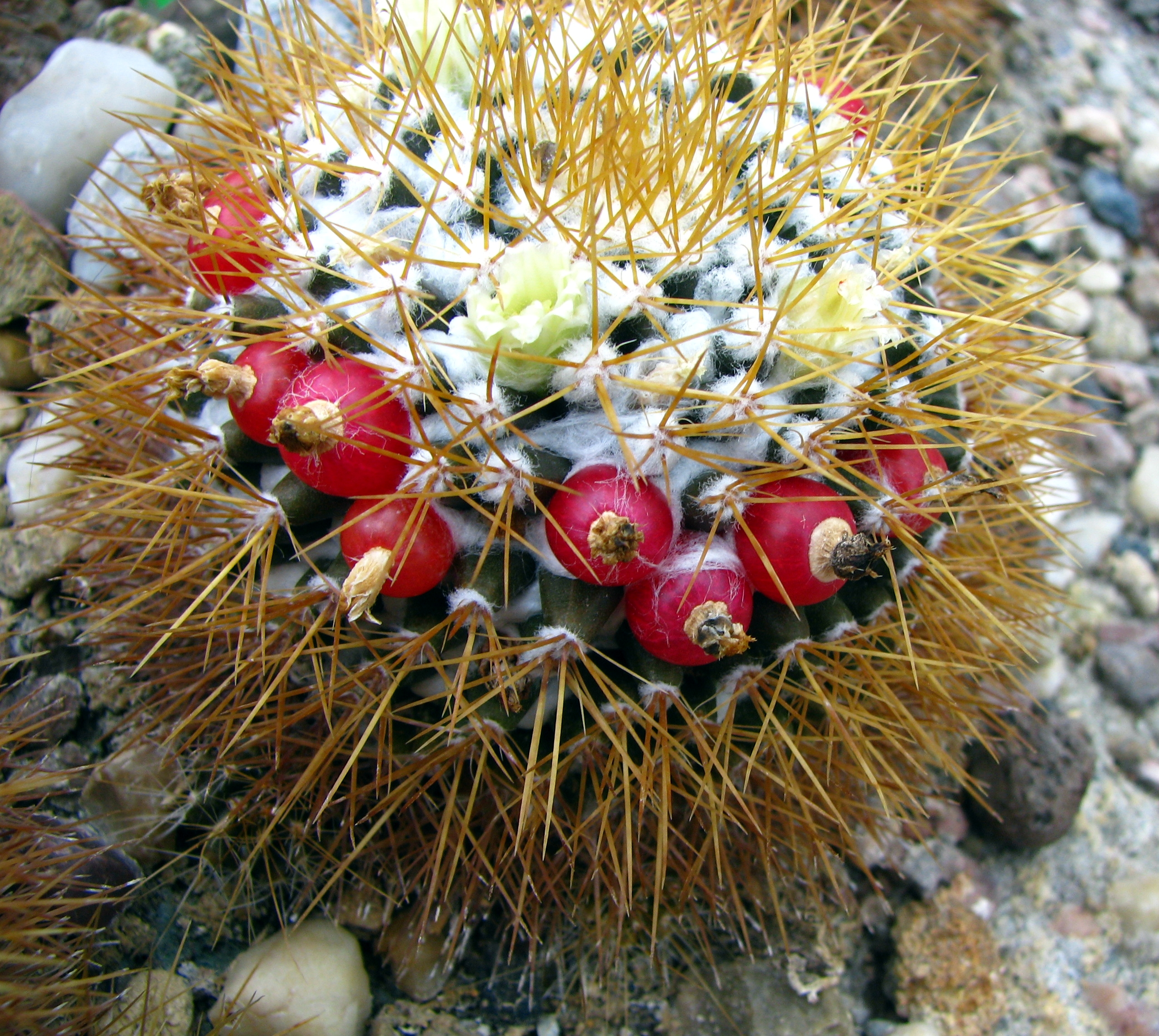
Mammillaria nivosa, owoce

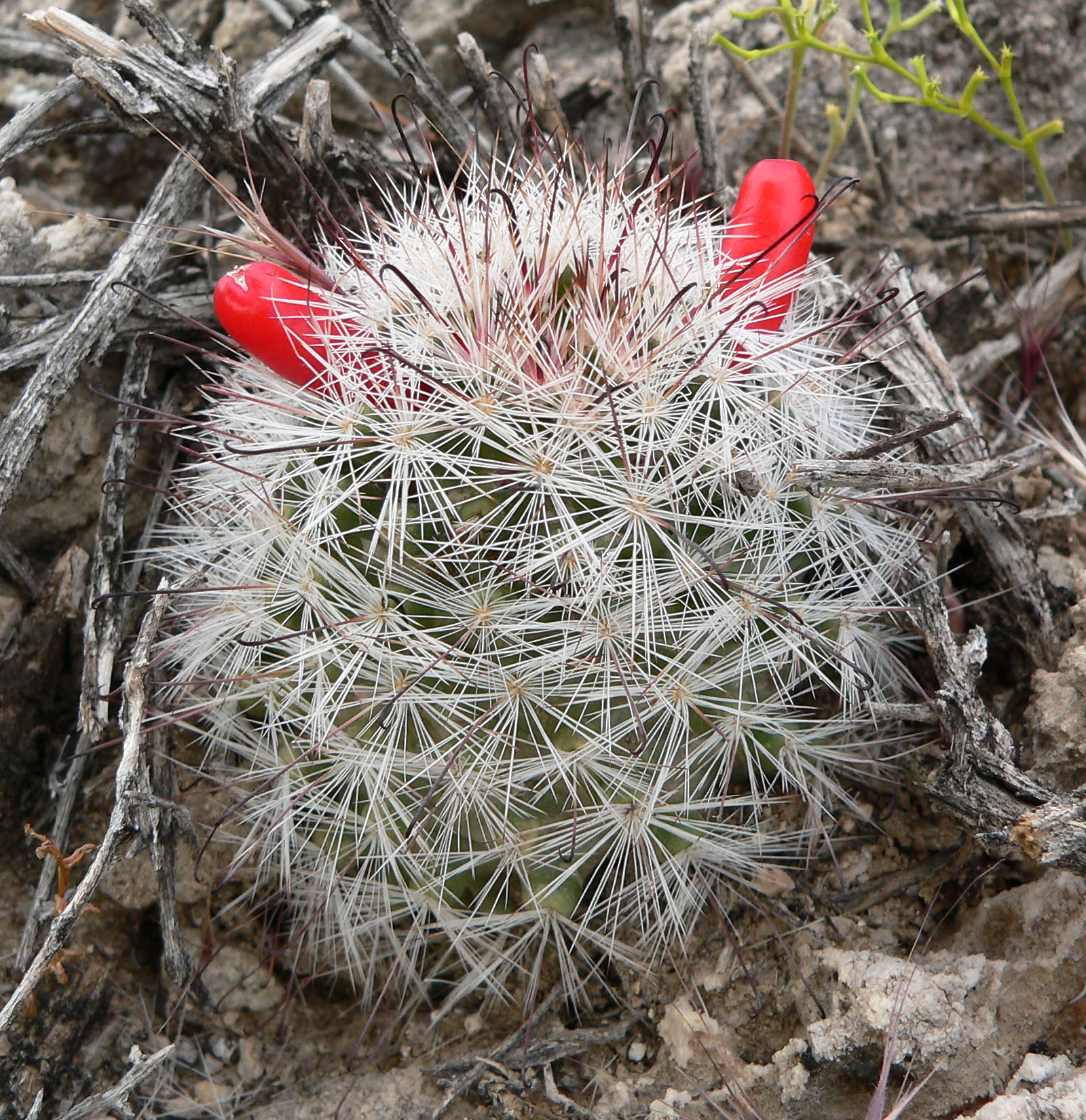
Mammillaria tetrancistra, owoce

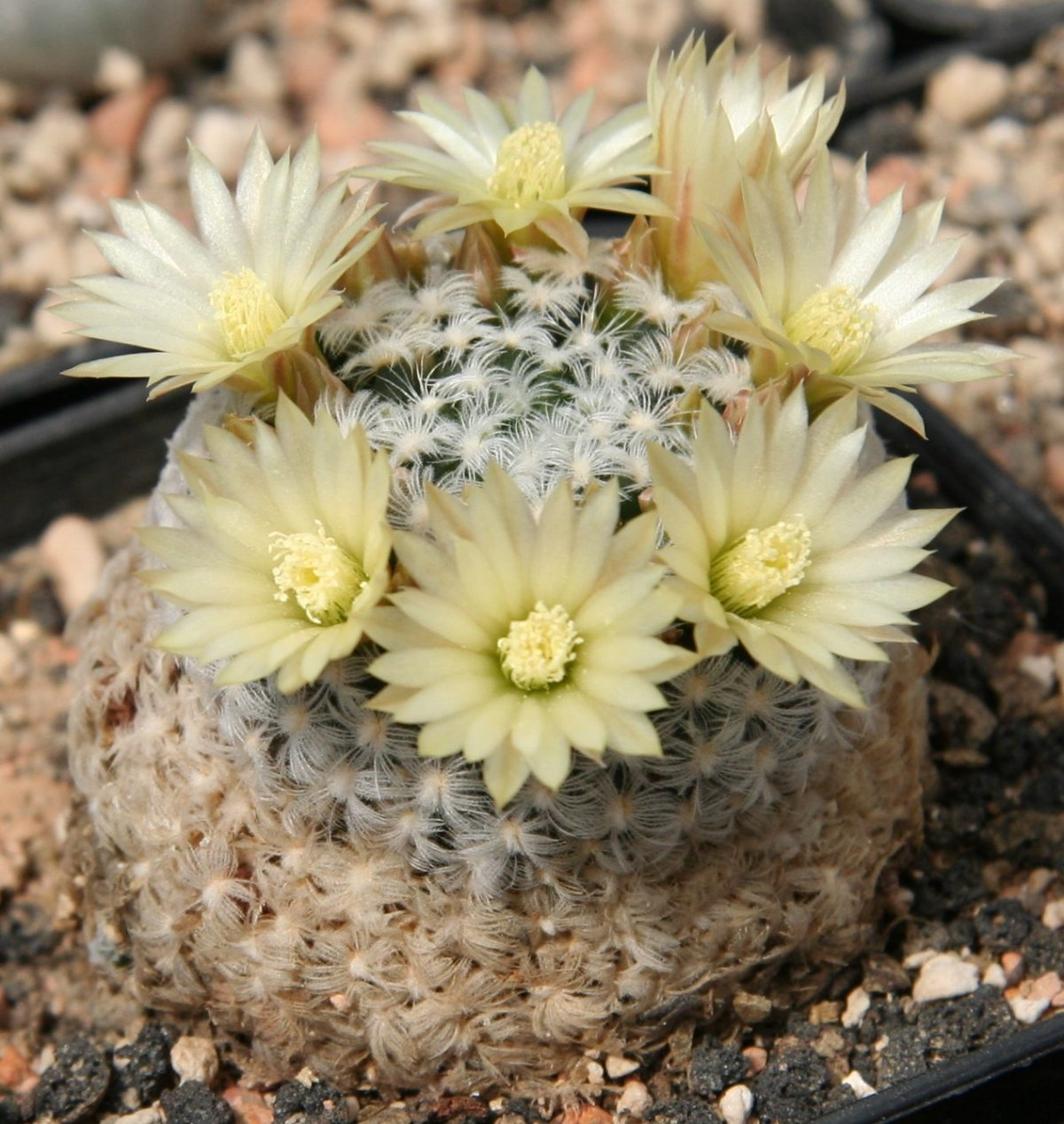
Mammillaria duwei

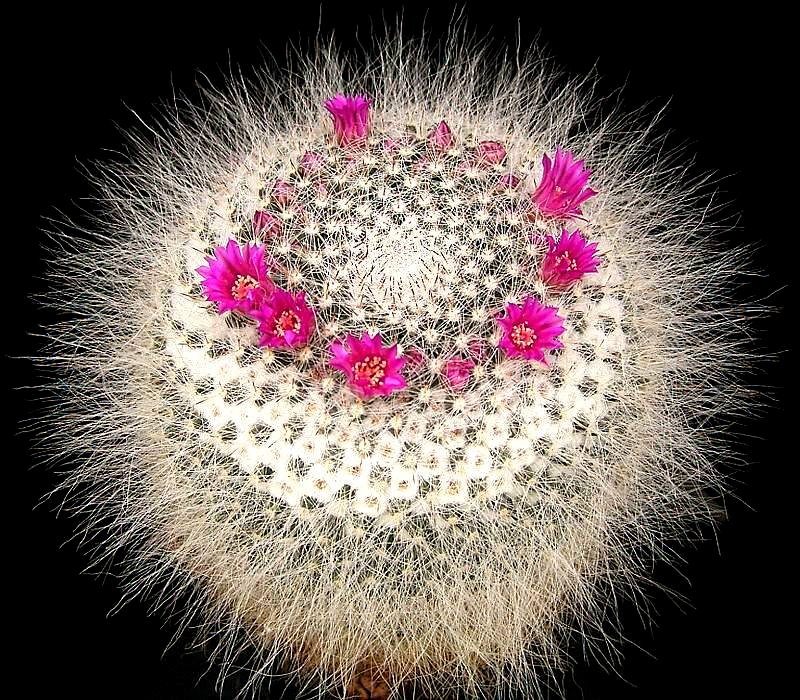
Mammillaria hahniana

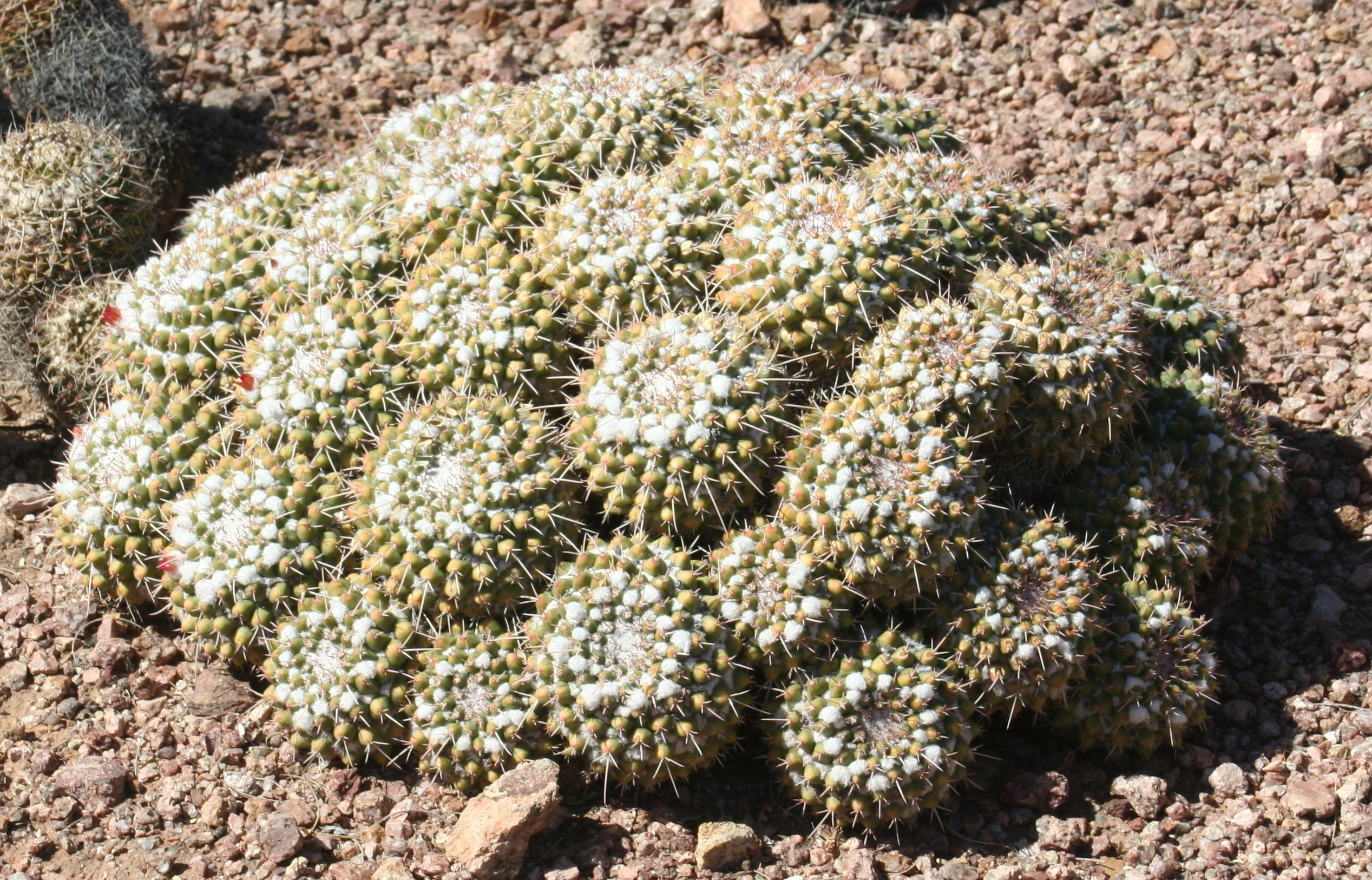
Mammillaria polythele subsp. durispina

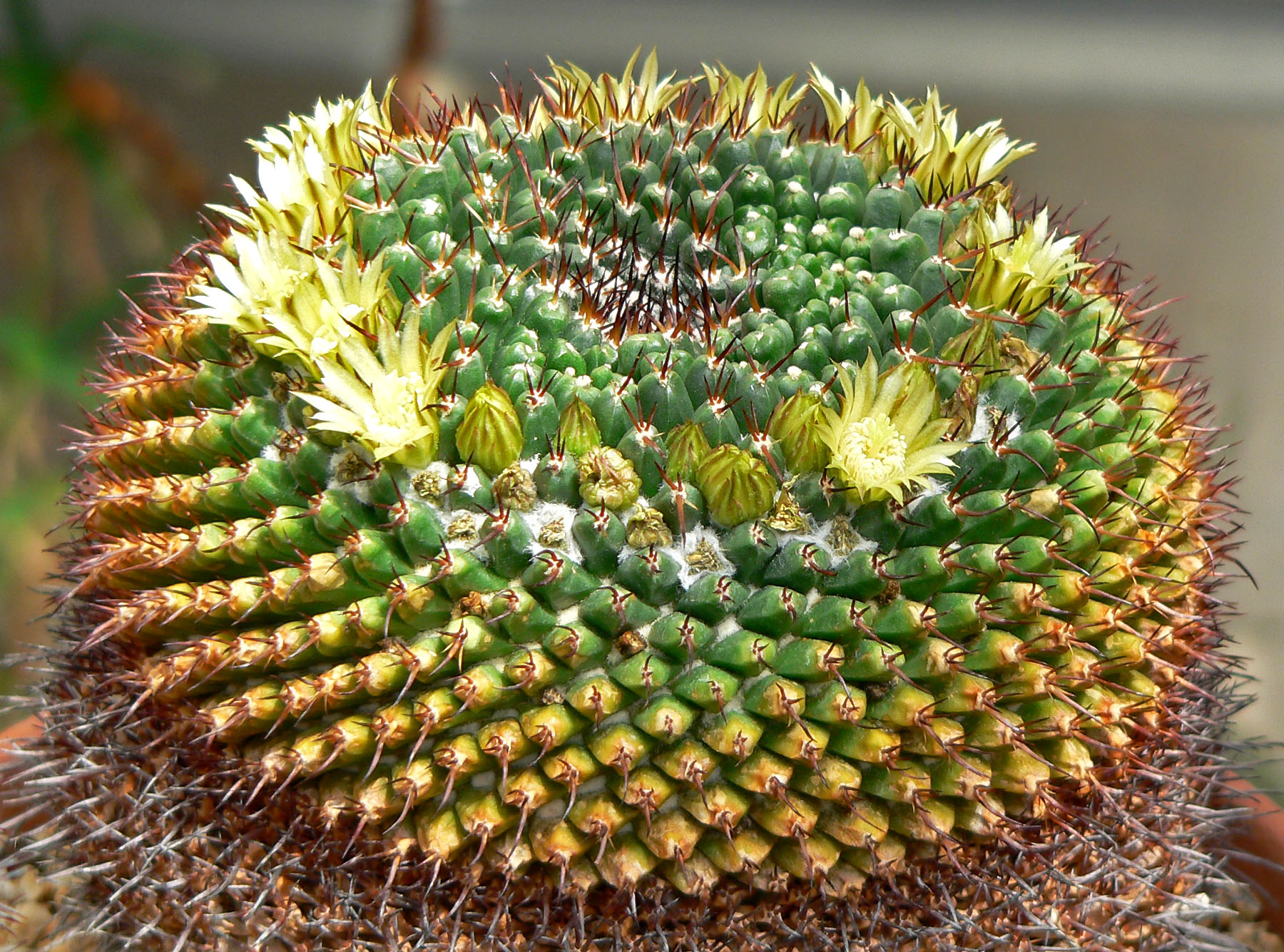
Mammillaria gigantea

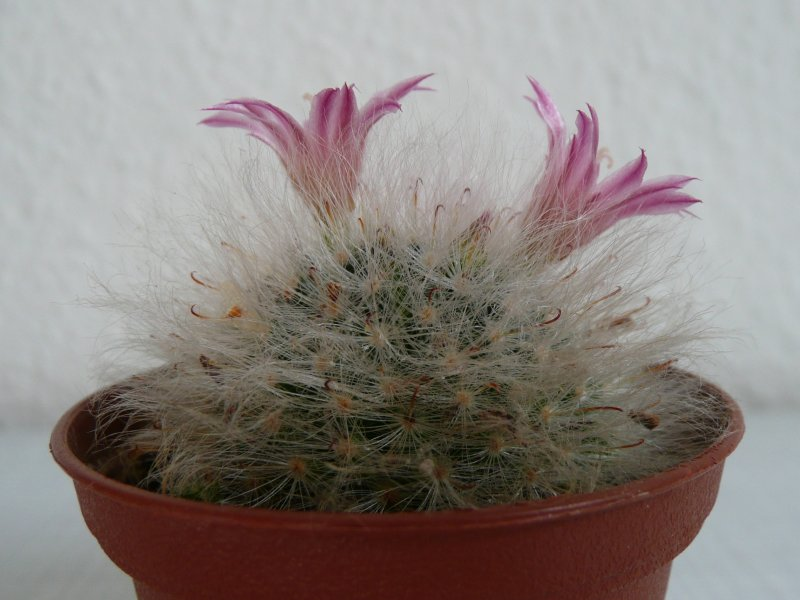
Mammillaria bocasana

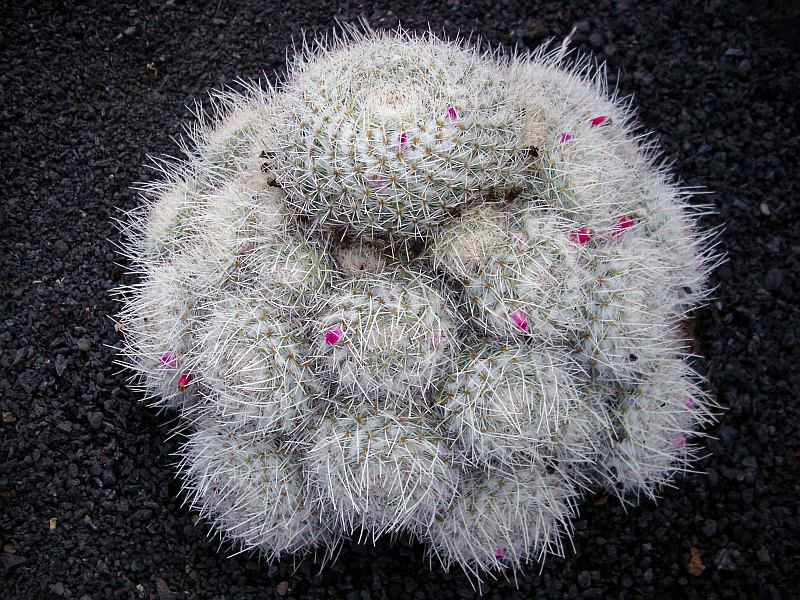
Mammillaria geminispina

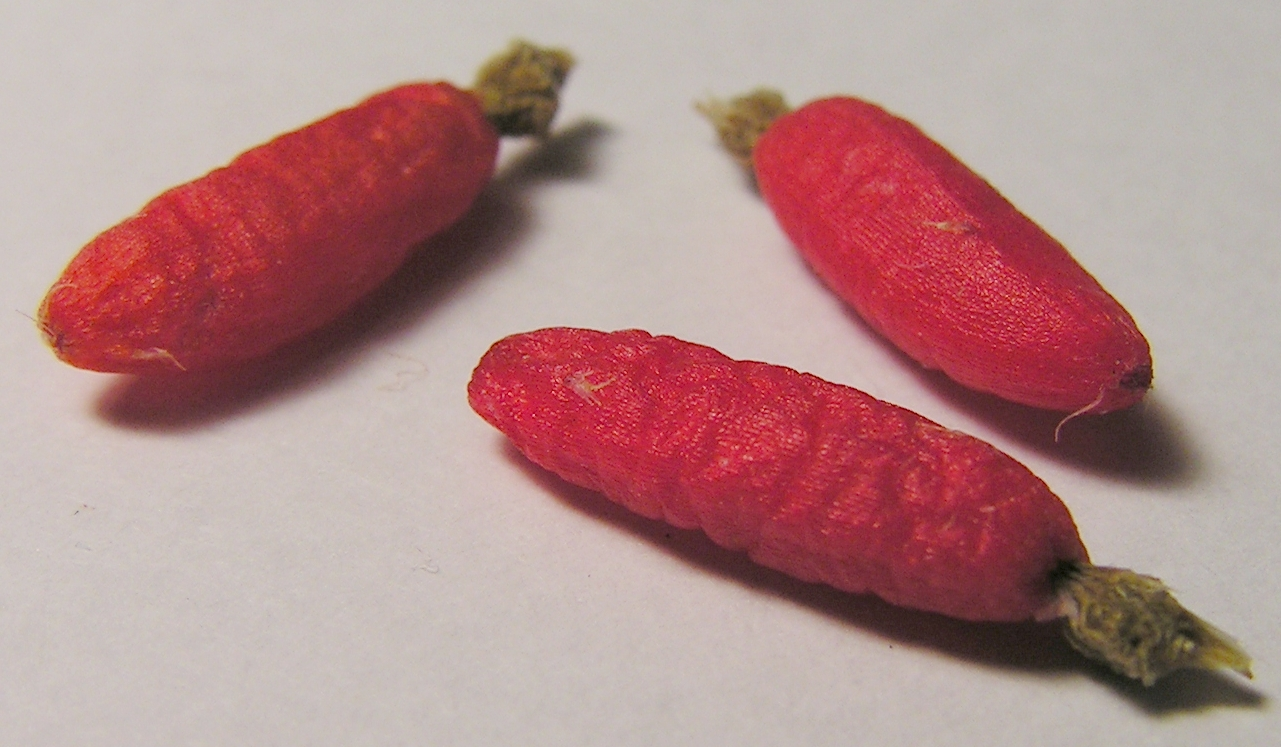
Owoce Mammillaria prolifera

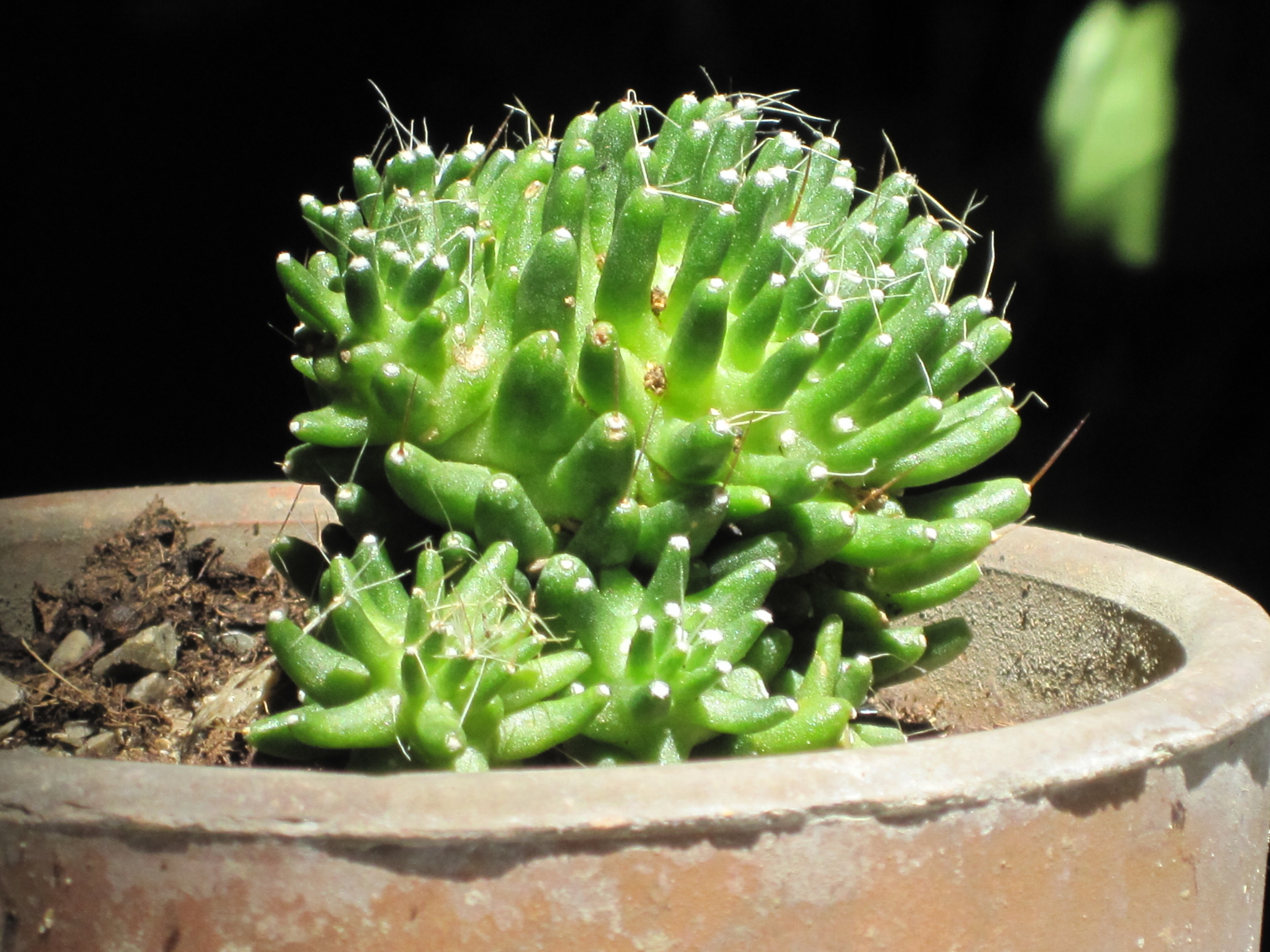
Mammillaria painteri

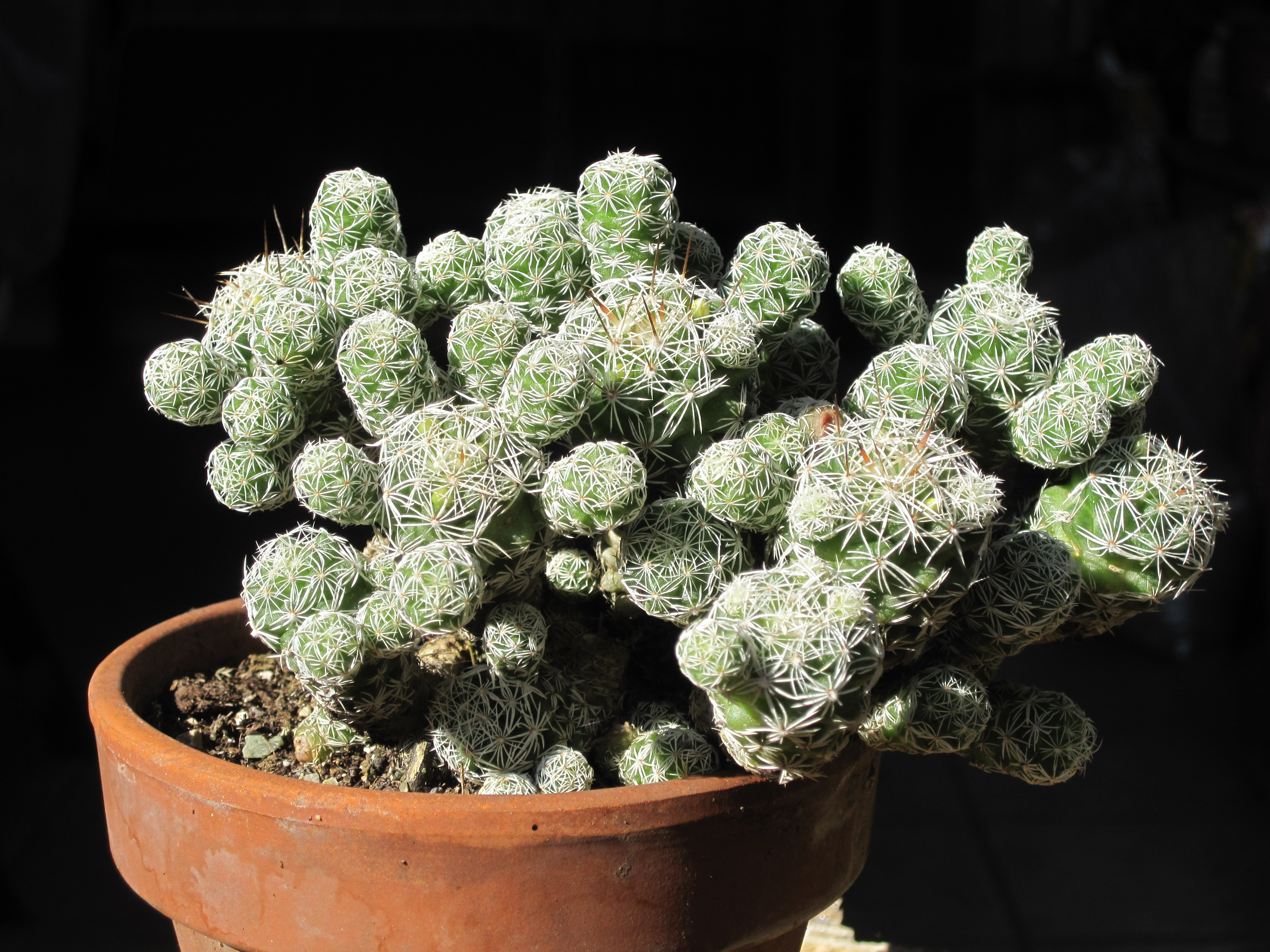
Mammillaria vetula sub gracilis

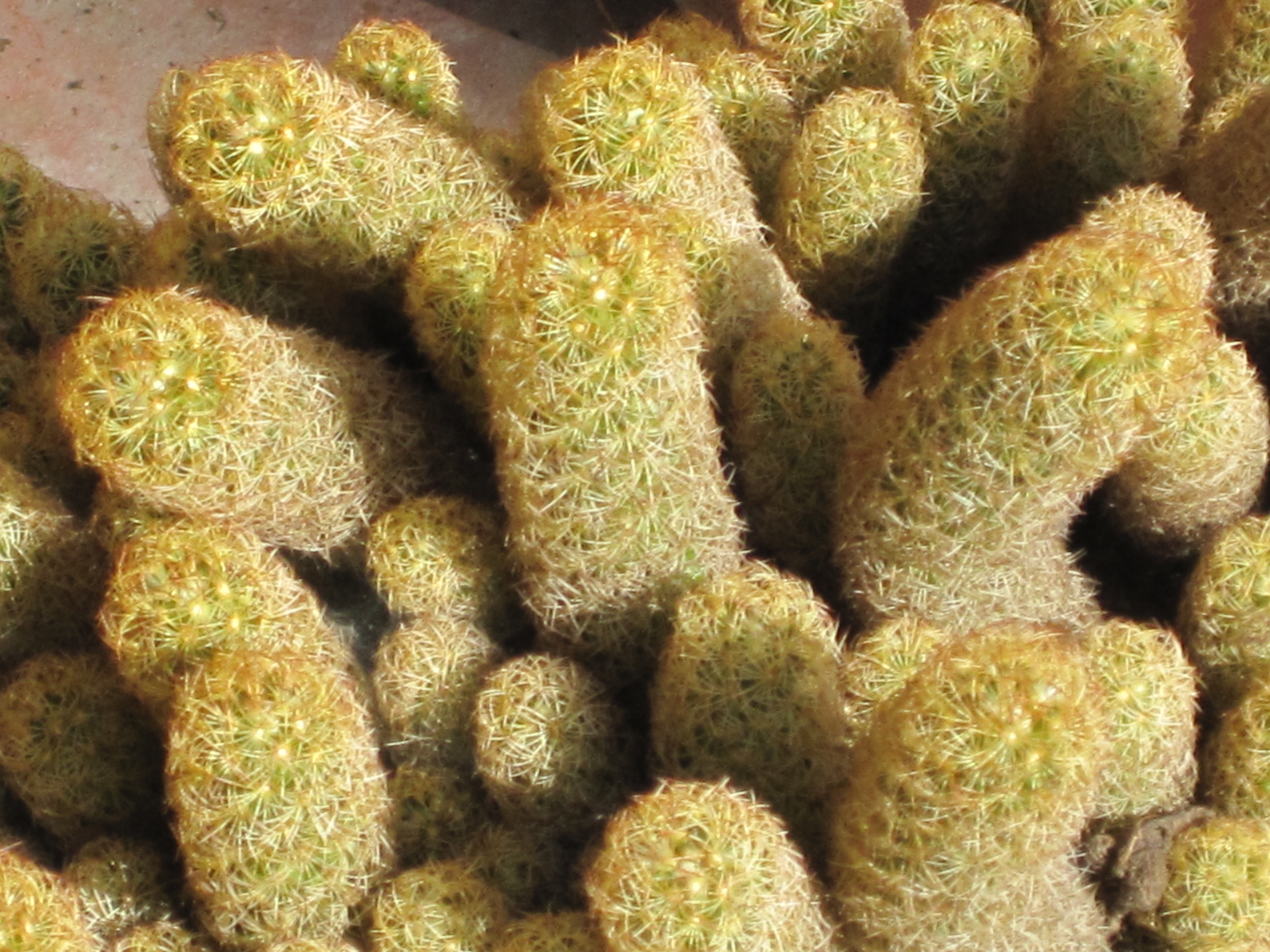
Mammillaria elongata

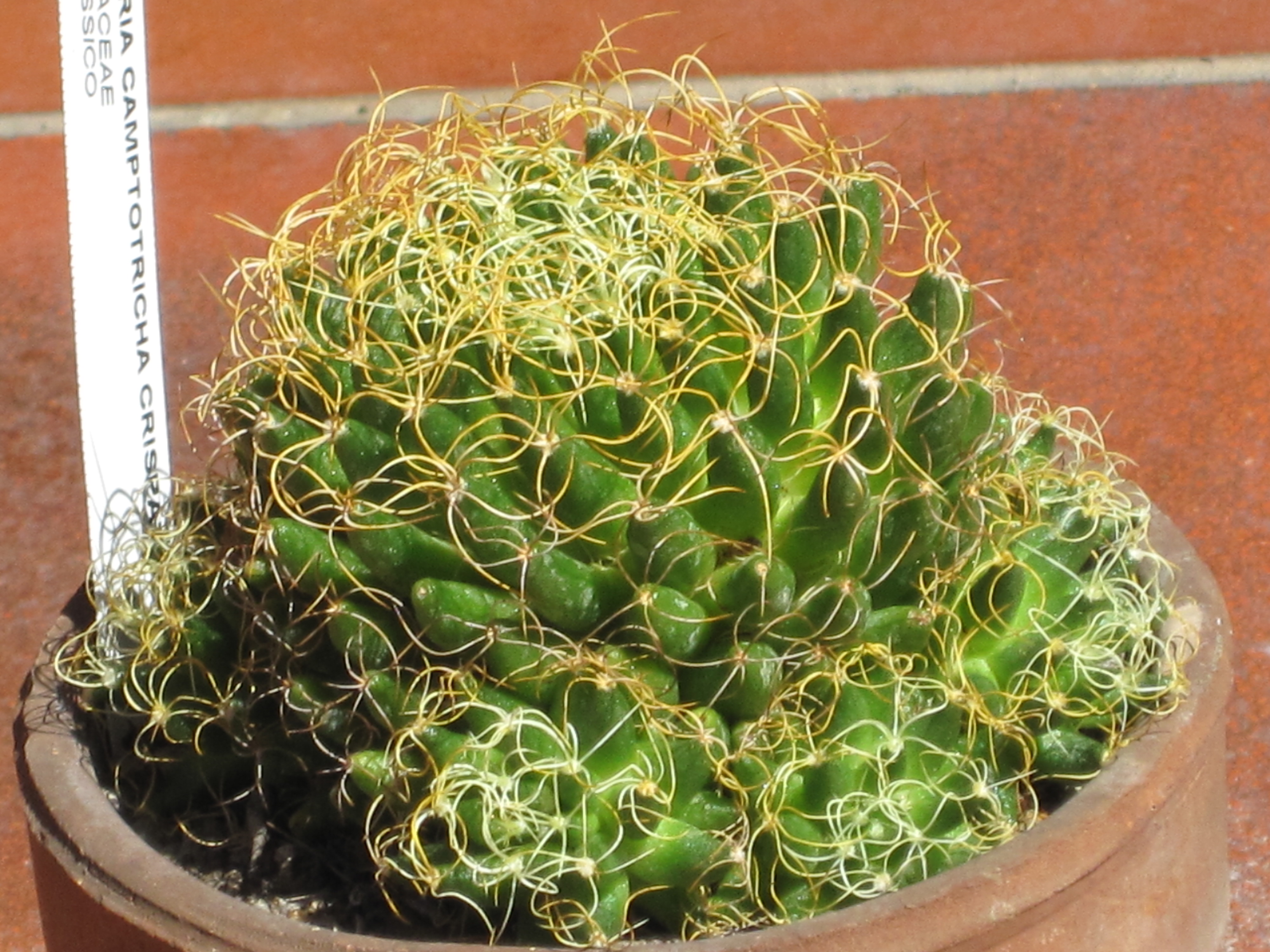
Mammillaria camptotricha var. crispata

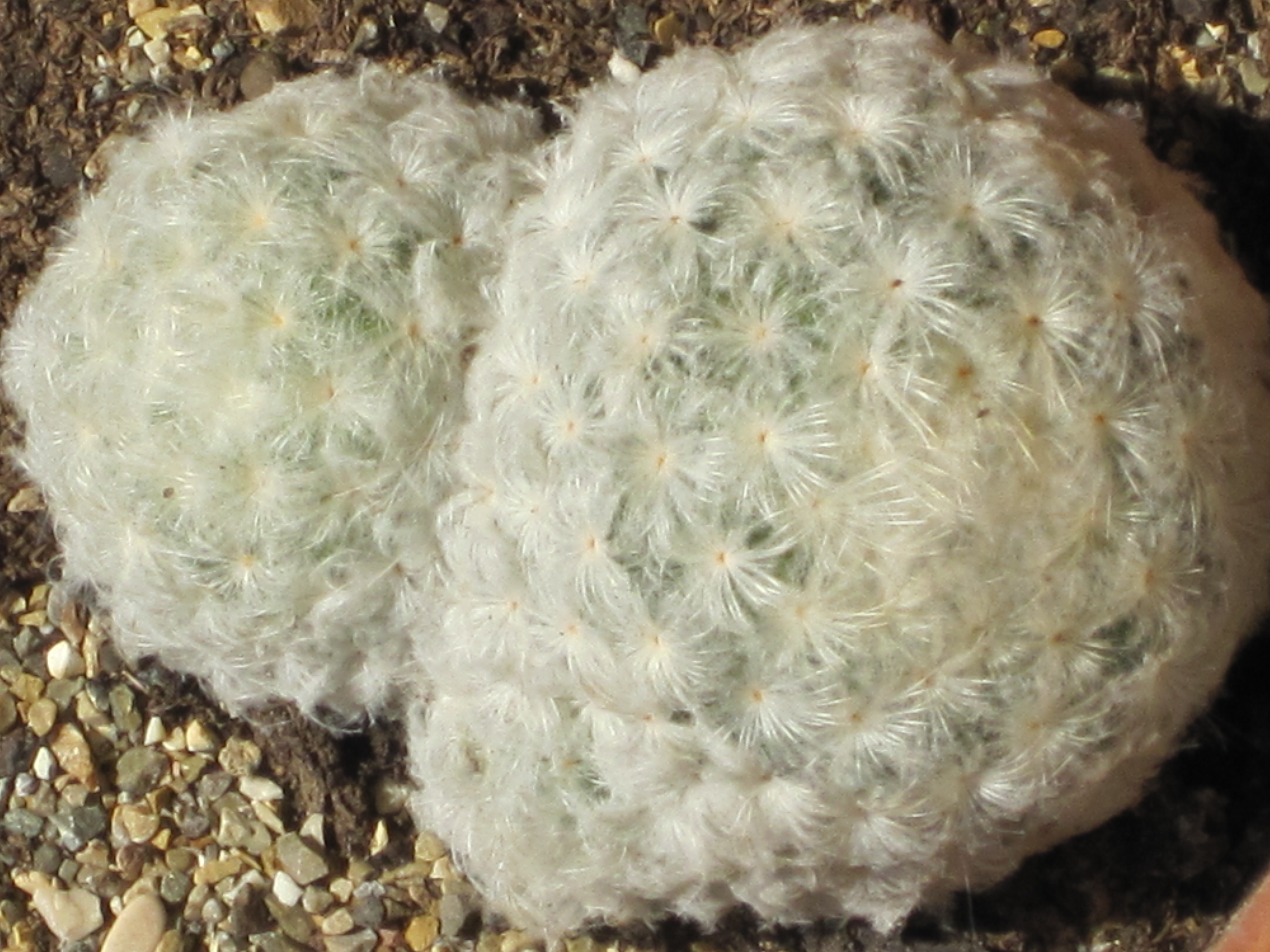
Mammillaria plumosa

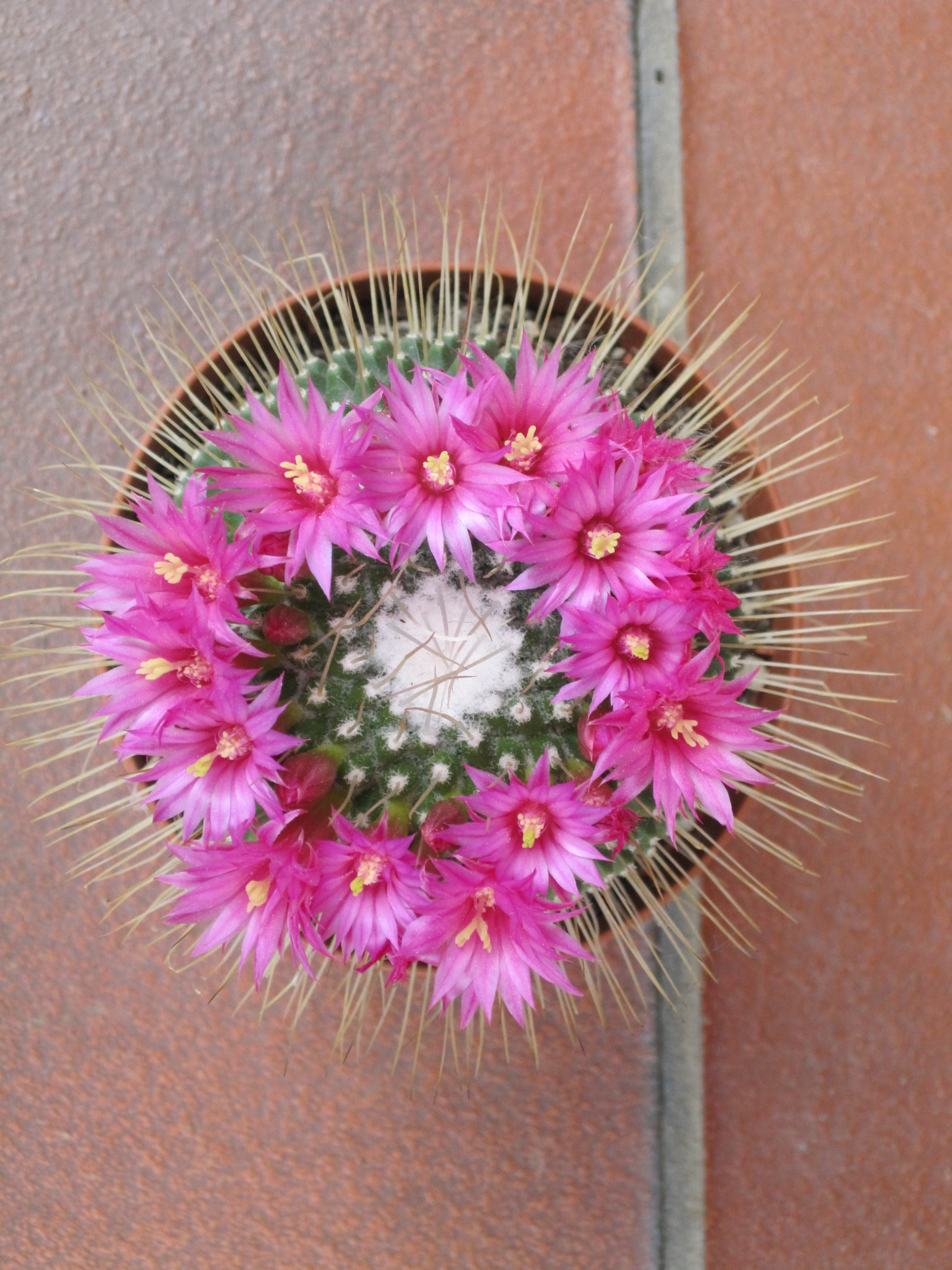
Mammillaria spinosissima cv. un pico

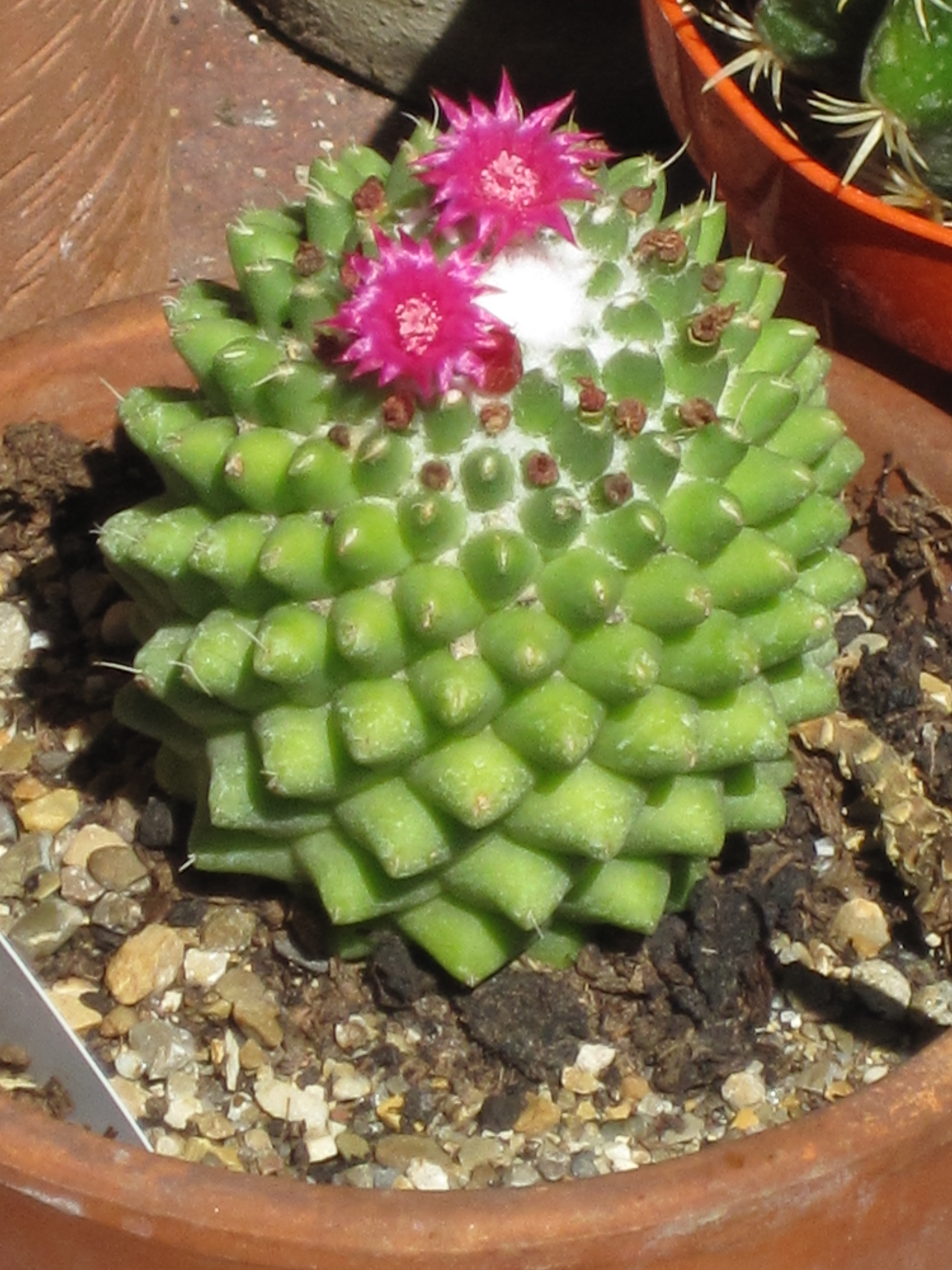
Mammillaria magnimamma toluca

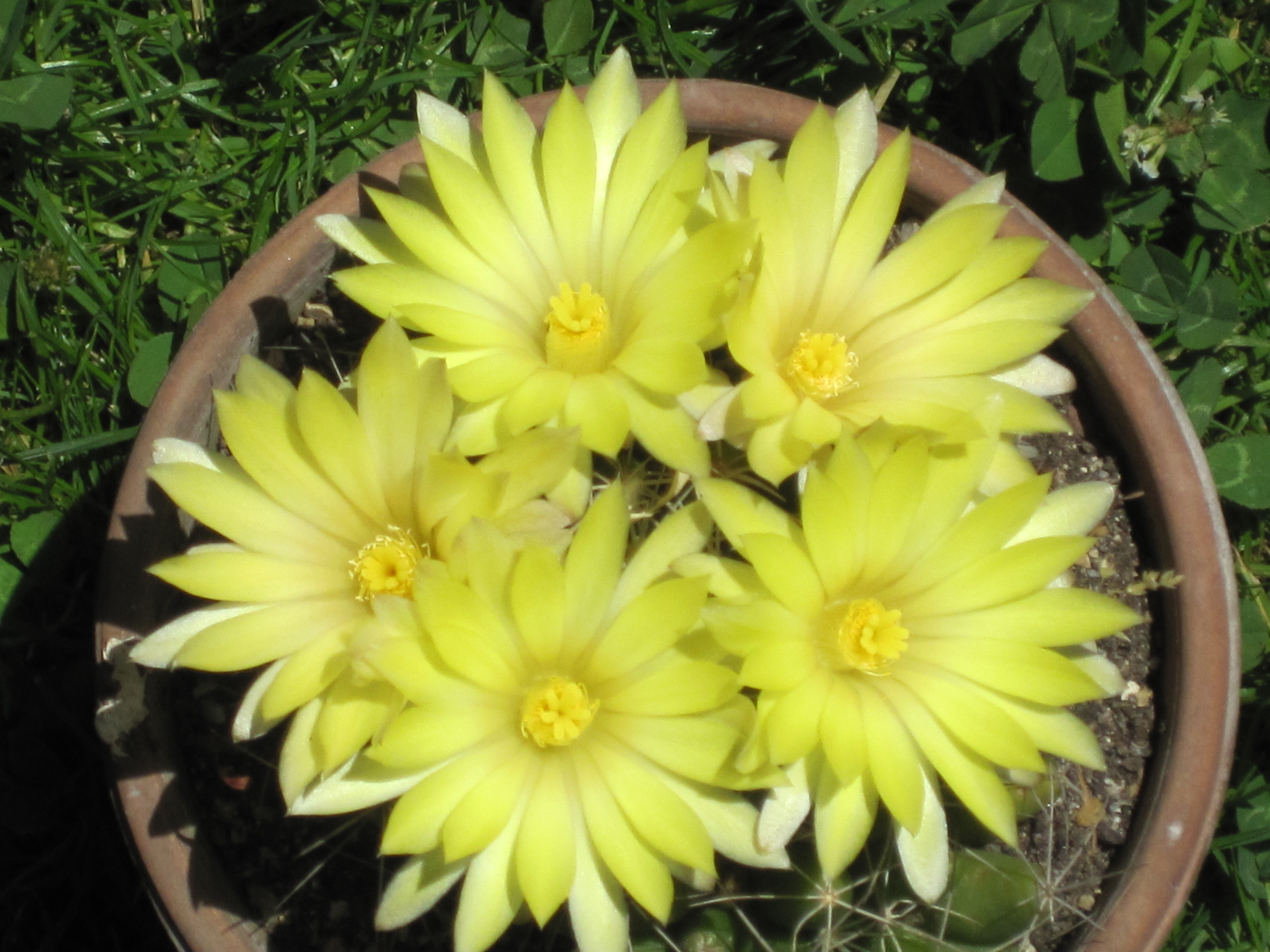
Mammillaria longimamma

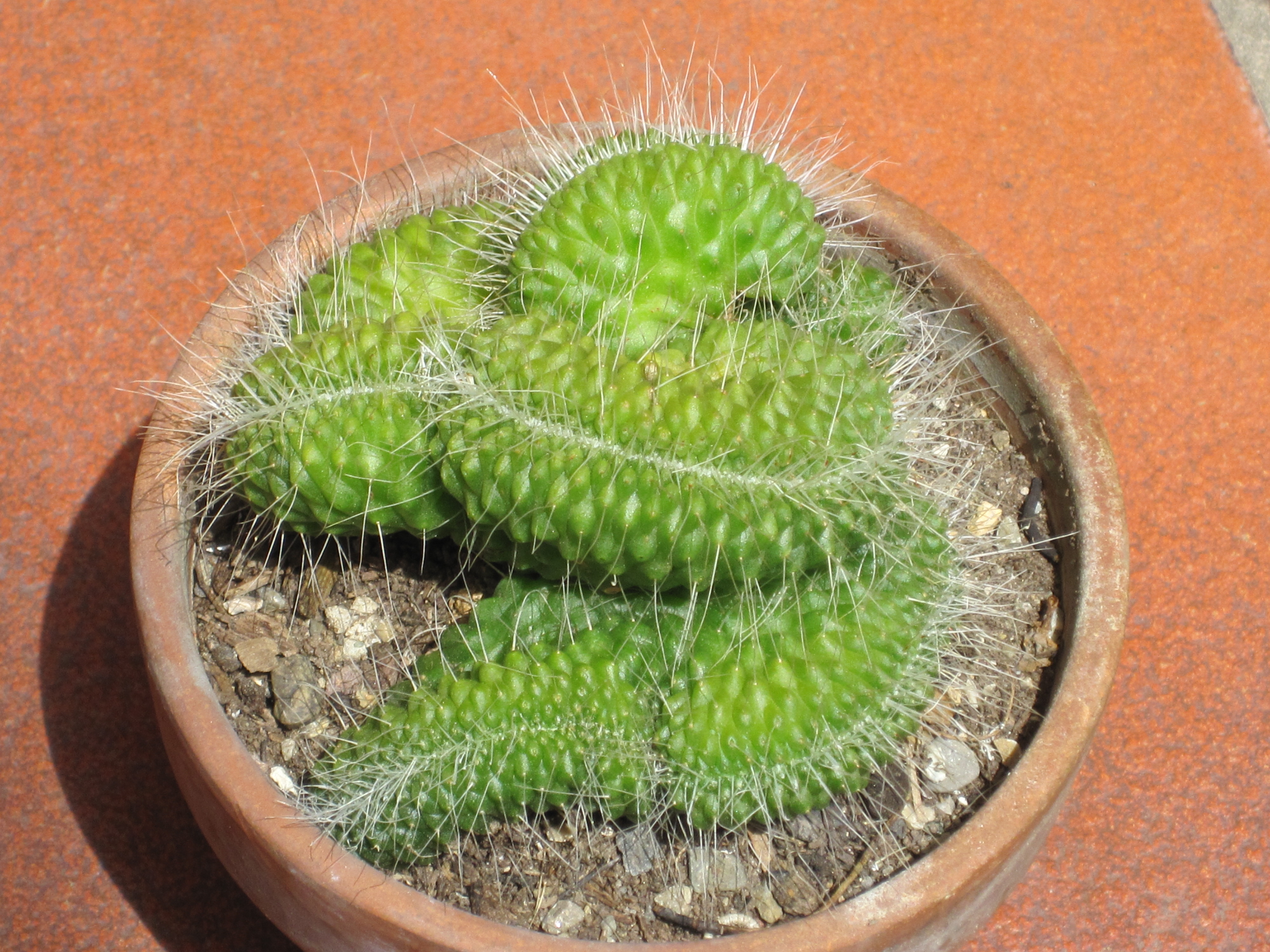
Mammillaria spinosissima cv.un pico-crestata

Mamilaria (Mammillaria Haw.) – rodzaj sukulentów z rodziny kaktusowatych (Cactaceae). Czasem bywa stosowana polska nazwa wymion. Do rodzaju należy około 160 gatunków. Gatunki z tego rodzaju występują w większości w Meksyku, część z nich w południowo-zachodnich Stanach Zjednoczonych, na Karaibach, w Kolumbii, Wenezueli, Gwatemali i Hondurasie. Jako pierwszy Karol Linneusz opisał gatunek Cactus mammillaris w 1753. W 1812 Adrian Haworth opisał rodzaj Mammillaria jako obejmujący ten i inne spokrewnione gatunki.

## Morfologia
Nieduże kaktusy przeważnie o kulistych pędach, czasami tylko kolumnowych. Osiągają wysokość do 30 cm i wytwarzają odrosty pędowe. Nie posiadają żeber. Talerzykowate lub lejkowate kwiaty wyrastają na aksillach tworząc wianek wokół wierzchołka pędu. Owoce jasnozielone lub czerwone.

## Zagrożenia
Szereg gatunków jest zagrożonych wyginięciem na naturalnych stanowiskach, w wyniku niszczenia siedlisk i nadmiernego pozyskiwania do hodowli. Dwa gatunki uznane zostały przez IUCN za wymarłe w naturze (kategoria zagrożenia EW): Mammillaria glochidiata, M. guillauminiana, dziewięć kolejnych za krytycznie zagrożone (kategoria zagrożenia CR): Mammillaria albiflora, M. anniana, M. berkiana, M. brachytrichion, M. guelzowiana, M. herrerae, M. marcosii, M. sanchez-mejoradae, M. schwarzii.

## Systematyka
Synonimy
Bartschella Britton & Rose, Cactus L., Chilita Orcutt, Cochemiea (K. Brandegee) Walton, Dolichothele (K. Schum.) Britton & Rose, Ebnerella Buxb., Haagea Fric, Krainzia Backeb., Lactomammillaria Fric (nom. inval.), Leptocladia Buxb., Leptocladodia Buxb., Mamillaria F. Rchb. (orth. var.), Mamillopsis (E. Morren) F. A. C. Weber ex Britton & Rose, Mammariella Shafer (nom. inval.), Mammilaria Torr. & A. Gray (orth. var.), Neomammillaria Britton & Rose, Oehmea Buxb., Phellosperma Britton & Rose, Porfiria Boed., Pseudomammillaria Buxb., Solisia Britton & Rose.
Pozycja systematyczna według APweb (aktualizowany system APG III z 2009)
Należy do rodziny kaktusowatych (Cactaceae) Juss., która jest jednym z kladów w obrębie rzędu goździkowców (Caryophyllales) i klasy roślin okrytonasiennych. W obrębie kaktusowatych należy do plemienia Cacteae, podrodziny Cactoideae.
Pozycja w systemie Reveala (1993-1999)
Gromada okrytonasienne (Magnoliophyta Cronquist), podgromada Magnoliophytina Frohne & U. Jensen ex Reveal, klasa Rosopsida Batsch, podklasa goździkowe (Caryophyllidae Takht.), nadrząd Caryophyllanae Takht., rząd goździkowce (Caryophyllales Perleb), podrząd Cactineae Bessey in C.K. Adams, rodzina kaktusowate (Cactaceae Juss.), rodzaj mamilaria Mammillaria Haw.
Wykaz gatunków (wybór)
| - Mammillaria albicans (Britton & Rose) A. Berger - Mammillaria albicoma Boed. - Mammillaria albifloraBackeb. - Mammillaria albilanataBackeb. - Mammillaria amajacensisBrachet & M. Lacoste - Mammillaria anniana Glass & R.C. Foster - Mammillaria armillata K. Brandegee - Mammillaria aureilanata Backeb. - Mammillaria aurihamata Boed. - Mammillaria backebergiana F.G. Buchenau - Mammillaria barbata Engelm. - Mammillaria baumii Boed. - Mammillaria beneckei Ehrenb. - Mammillaria berkiana A.B. Lau - Mammillaria blossfeldiana Boed. - Mammillaria bocasana Poselger - Mammillaria bocensis Craig - Mammillaria boelderliana Wohlschl. - Mammillaria bombycina Quehl - Mammillaria boolii G.E. Linds. - Mammillaria brandegeei (J.M. Coult.) K. Brandegee - Mammillaria capensis (H.E. Gates) Craig - Mammillaria carmenae Castañeda - Mammillaria carnea Zucc. ex Pfeiff. - Mammillaria carretii Rebut ex K. Schum. - Mammillaria cerralboa (Britton & Rose) Orcutt - Mammillaria chionocephala J.A. Purpus - Mammillaria coahuilensis (Boed.) Moran - Mammillaria columbiana Salm-Dyck - Mammillaria compressa DC. - Mammillaria crinita DC. - Mammillaria crucigera Mart. - Mammillaria decipiens Scheidw. - Mammillaria deherdtiana Farwig - Mammillaria densispina (J.M. Coult.) Orcutt - Mammillaria dioica K. Brandegee - Mammillaria discolor Haw. - Mammillaria dixanthocentron Backeb. - Mammillaria duoformis R.T. Craig & E.Y. Dawson - Mammillaria duwei Rogoz. & Appenz. - Mammillaria elongata DC. - Mammillaria eriacantha Link & Otto ex Pfeiff. - Mammillaria erythrosperma Boed. - Mammillaria evermanniana (Britton & Rose) Orcutt - Mammillaria fittkaui Glass & R.C. Foster - Mammillaria flavescens (DC.) Pfeiff. - Mammillaria formosa Galeotti ex Scheidw. - Mammillaria gaumeri (Britton & Rose) Orcutt - Mammillaria geminispina Haw. - Mammillaria gigantea Hildm. ex K. Schum. - Mammillaria glassii R.A. Foster - Mammillaria glochidiata Mart. - Mammillaria goodridgii Scheer - Mammillaria gracilis Pfeiff. - Mammillaria grahamii Engelm. - Mammillaria grusonii Runge - Mammillaria guelzowiana Werderm. - Mammillaria guerreronis (Bravo) Boed. - Mammillaria guillauminiana Backeb. - Mammillaria haageana Pfeiff. - Mammillaria hahniana Werderm. - Mammillaria hamata Lehm. - Mammillaria heidiae Krainz - Mammillaria hernandezii Glass & R.C. Foster - Mammillaria herrerae Werderm. - Mammillaria hertrichiana R.T. Craig - Mammillaria heyderi Muehlenpf. - Mammillaria huitzilopochtli D.R. Hunt - Mammillaria humboldtii Ehrenb. - Mammillaria hutchisoniana (H.E. Gates) Boed. - Mammillaria insularis H.E. Gates - Mammillaria jaliscana (Britton & Rose) Boed. - Mammillaria johnstonii (Britton & Rose) Orcutt - Mammillaria karwinskiana Mart. - Mammillaria klissingiana Boed. - Mammillaria knippeliana Quehl - Mammillaria kraehenbuehlii (Krainz) Krainz - Mammillaria lanata Orcutt - Mammillaria lasiacantha Engelm. - Mammillaria laui D.R. Hunt - Mammillaria lenta K. Brandegee - Mammillaria lindsayi R.T. Craig - Mammillaria lloydii (Britton & Rose) Orcutt - Mammillaria longicoma (Britton & Rose) A. Berger - Mammillaria longiflora (Britton & Rose) A. Berger - Mammillaria longimamma DC. - Mammillaria luethyi G.S. Hinton - Mammillaria magallanii Schmoll ex R.T. Craig - Mammillaria magnifica F.G. Buchenau - Mammillaria magnimamma Haw. - Mammillaria mainiae K. Brandegee - Mammillaria mammillaris (L.) H.Karst. - Mammillaria marksiana Krainz - Mammillaria mathildae Kraehenb. & Krainz - Mammillaria matudae Bravo - Mammillaria mazatlanensis K. Schum. - Mammillaria melaleuca Karw. ex Salm-Dyck - Mammillaria melanocentra Poselger - Mammillaria mercadensis Patoni - Mammillaria meyranii Bravo - Mammillaria microhelia Werderm. - Mammillaria miegiana W. Earle - Mammillaria mieheana Tiegel - Mammillaria moelleriana Boed. - Mammillaria morganiana Boed. - Mammillaria multidigitata W.T. Marshall ex Linds. - Mammillaria multihamata Boed. - Mammillaria mystax Mart. - Mammillaria nana Backeb. - Mammillaria napina J.A. Purpus - Mammillaria neopalmeri R.T. Craig - Mammillaria nunezii (Britton & Rose) Orcutt - Mammillaria orcuttii Boed. - Mammillaria ortegae (Britton & Rose) Orcutt - Mammillaria oteroi Glass & R. Foster - Mammillaria pachycylindrica Backeb. - Mammillaria parkinsonii Ehrenb. - Mammillaria pectinifera F.A.C. Weber - Mammillaria peninsularis (Britton & Rose) Orcutt - Mammillaria pennispinosa Krainz - Mammillaria perbella Hildm. ex K. Schum. - Mammillaria perezdelarosae Bravo & Scheinvar - Mammillaria petrophila K. Brandegee - Mammillaria petterssonii Hildm. - Mammillaria picta Meinsh. - Mammillaria pilispina J.A. Purpus - Mammillaria plumosa F.A.C. Weber - Mammillaria polyedra Mart. - Mammillaria polythele Mart. - Mammillaria pottsii Scheer ex Salm-Dyck - Mammillaria prolifera (Mill.) Haw. - Mammillaria pseudocrucigera R.T. Craig - Mammillaria rekoi Vaupel - Mammillaria rettigiana Boed. - Mammillaria rhodantha Link & Otto - Mammillaria roseoalba Boed. - Mammillaria saboae Glass - Mammillaria sanchez-mejoradae R. Gonzalez G. - Mammillaria sartorii J.A.Purpus - Mammillaria schiedeana Ehrenb. ex Schltdl. - Mammillaria schumanniiHildm. - Mammillaria schwarziiShurly - Mammillaria scrippsiana (Britton & Rose) Orcutt - Mammillaria sempervivi DC. - Mammillaria senilis Lodd. ex Salm-Dyck - Mammillaria sheldonii (Britton & Rose) Boed. - Mammillaria sinistrohamata Boed. - Mammillaria solisioides Backeb. - Mammillaria sphacelata Mart. - Mammillaria sphaerica A. Dietr. - Mammillaria spinosissima Lem. - Mammillaria standleyi (Britton & Rose) Orcutt - Mammillaria stella-de-tacubaya Heese - Mammillaria supertexta Mart. ex Pfeiff. - Mammillaria surculosa Boed. - Mammillaria tayloriorum Glass & R.A. Foster - Mammillaria tepexicensis J. Meyrán - Mammillaria tetrancistra Engelm. - Mammillaria theresae Cutak - Mammillaria thornberi Orcutt - Mammillaria tonalensis D.R. Hunt - Mammillaria uncinata Zucc. ex Pfeiff. - Mammillaria varieaculeata Buchenau - Mammillaria verhaertiana Boed. - Mammillaria vetula Mart. - Mammillaria viescensis Rogoz. & Appenz. - Mammillaria viridiflora (Britton & Rose) Boed. - Mammillaria voburnensis Scheer - Mammillaria wagneriana Boed. - Mammillaria weingartiana Boed. - Mammillaria wiesingeri Boed. - Mammillaria winterae Boed. - Mammillaria wrightii Engelm. - Mammillaria xaltianguensis Sánchez-Mej. - Mammillaria zeilmanniana Boed. - Mammillaria zephyranthoides Scheidw. - Mammillaria zeyeriana Haage ex K. Schum. |

## Uprawa
WymaganiaSą łatwe w uprawie. Powinny być uprawiane w glebie dla kaktusów. Należy im zapewnić maksymalne oświetlenie i temperaturę powyżej 10 °C. Latem podlewa się rzadko, a zimą podlewanie ogranicza się do minimum (roślina przechodzi okres spoczynku). Do zakwitnięcia wymagają pełnego nasłonecznienia.
Choroby i szkodnikiCzasami zaczyna gnić u podstawy. Można ją wyleczyć usuwając zarażoną tkankę ostrym narzędziem.